# 黃棕盤麗魚
黃棕盤麗魚，為輻鰭魚綱鱸形目隆頭魚亞目慈鯛科的其中一種，分布於南美洲亞馬遜河東部流域，體長可達13.7～15.2公分，但最大體長可長到23公分，棲息在岩石底質、植物根部的深水域，成群活動，繁殖期間具有領域性，以昆蟲等無脊椎動物為食，為高經濟價值的觀賞魚，有許多人工培育的種類。